# Amomum calophrys
Amomum calophrys är en enhjärtbladig växtart som beskrevs av Karl Moritz Schumann. Amomum calophrys ingår i släktet Amomum och familjen Zingiberaceae. Inga underarter finns listade i Catalogue of Life.